# La Jara (Colorado)
La Jara és una població dels Estats Units a l'estat de Colorado. Segons el cens del 2000 tenia 877 habitants.

## Demografia
Segons el cens del 2000, La Jara tenia 877 habitants, 313 habitatges, i 230 famílies. La densitat de població era de 967,5 habitants per km².
Dels 313 habitatges en un 38% hi vivien nens de menys de 18 anys, en un 54% hi vivien parelles casades, en un 13,7% dones solteres, i en un 26,5% no eren unitats familiars. En el 22,7% dels habitatges hi vivien persones soles el 9,6% de les quals corresponia a persones de 65 anys o més que vivien soles. El nombre mitjà de persones vivint en cada habitatge era de 2,79 i el nombre mitjà de persones que vivien en cada família era de 3,3.
Per edats la població es repartia de la següent manera: un 31,6% tenia menys de 18 anys, un 8,6% entre 18 i 24, un 24,5% entre 25 i 44, un 23,3% de 45 a 60 i un 12,1% 65 anys o més.
L'edat mediana era de 35 anys. Per cada 100 dones de 18 o més anys hi havia 87,5 homes.
La renda mediana per habitatge era de 24.167 $ i la renda mediana per família de 29.643 $. Els homes tenien una renda mediana de 25.208 $ mentre que les dones 20.368 $. La renda per capita de la població era d'11.877 $. Entorn del 22,8% de les famílies estaven per davall del llindar de pobresa.

## Poblacions més properes
El següent diagrama mostra les poblacions més properes.